# شركة أليانز السعودي الفرنسي للتأمين التعاوني
شركة أليانز السعودي الفرنسي للتأمين التعاوني هي شركة تأمين مساهمة سعودية، تأسست في التاسع من أكتوبر عام 2006 , يبلغ رأس مال الشركة مئتان مليون ريال سعودي، يتمثل نشاط الشركة في مزاولة أعمال التأمين التعاوني وإعادة التأمين وكل ما يتعلق بذلك إضافة إلى التوكيلات، أولتمثيل والمراسلة والوساطة.